# Brazi (gmina)
Brazi – gmina w Rumunii, w okręgu Prahova. Obejmuje miejscowości Bătești, Brazii de Jos, Brazii de Sus, Negoiești, Popești i Stejaru. W 2011 roku liczyła 8094 mieszkańców.